# Eupyrrhoglossum
Eupyrrhoglossum is een geslacht van vlinders uit de onderfamilie Macroglossinae van de familie pijlstaarten (Sphingidae).

## Soorten
- Eupyrrhoglossum corvus (Biosduval, 1870)
- Eupyrrhoglossum sagra (Poey, 1832)